# Syðrugøta
Syðrugøta is een dorp dat behoort tot de Eysturkommuna, een gemeente in het oosten van het eiland Eysturoy op de Faeröer. Tot 1 januari 2009 hoorde het bij de Gøtu kommuna. Deze gemeente ging op die dag samen met de aangrenzende Leirvíkar kommuna tot de huidige gemeente.
Syðrugøta heeft 410 inwoners. De postcode is FO 513. Samen met de naburige dorpen Gøtugjógv en Norðragøta wordt Syðrugøta vaak ook gewoon Gøta genoemd. De Faeröerse zangeres Eivør Pálsdóttir werd hier in 1983 geboren. Archeologische opgravingen hebben aangetoond dat Syðrugøta al in de Vikingtijd bewoond was.

## G!-Festival
In 2002 vormden de rotsen en het strand van Syðrugøta de achtergrond voor het eerste G!-Festival. Sindsdien wordt ieder jaar opnieuw in de maand juli een festival georganiseerd.

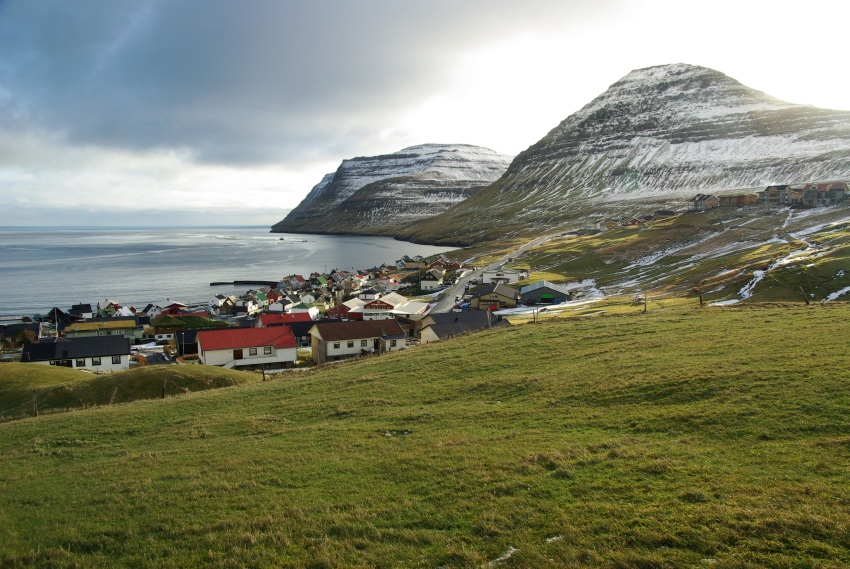
Zicht op Syðrugøta (1)
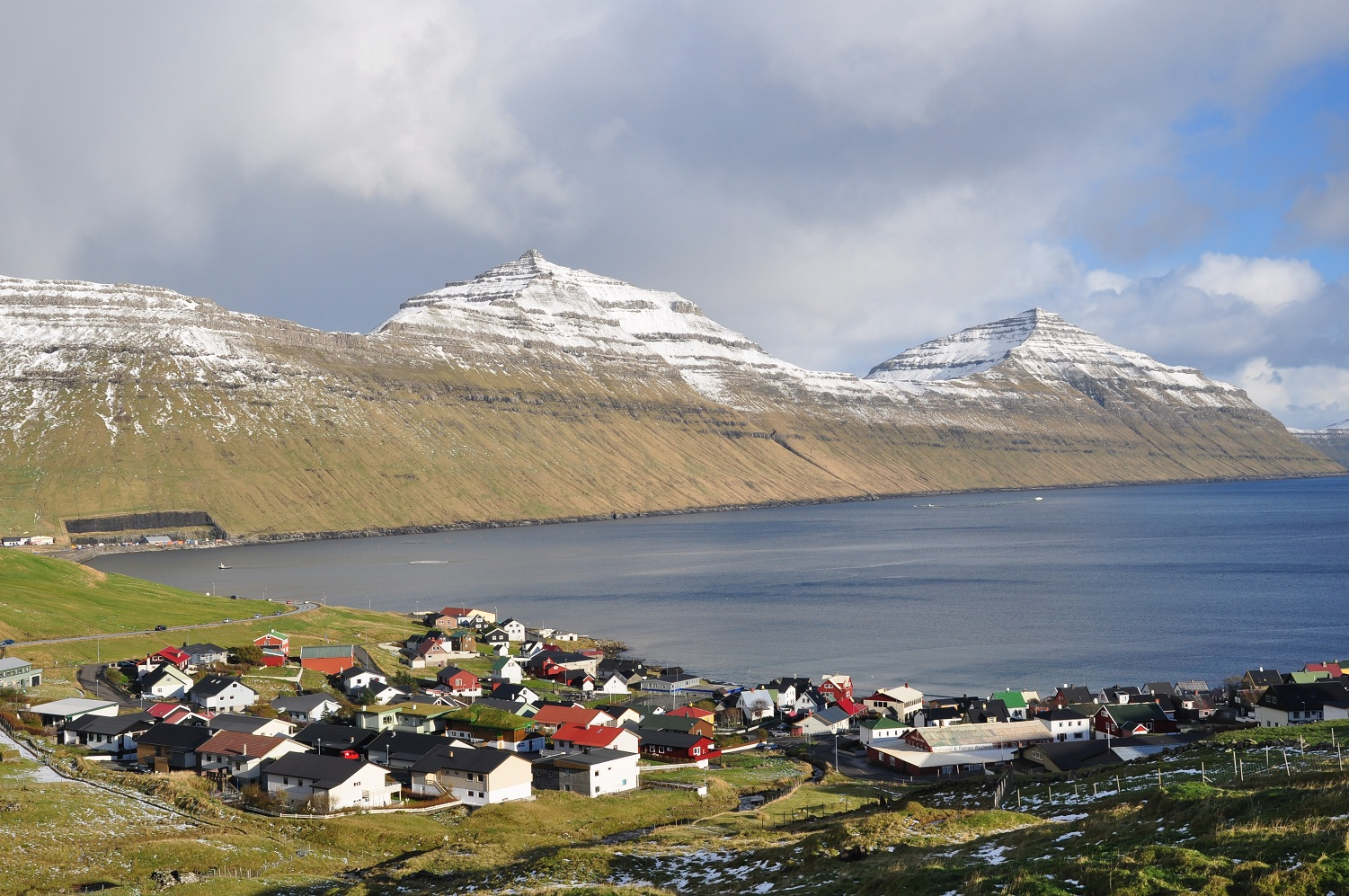
Zicht op Syðrugøta (2)
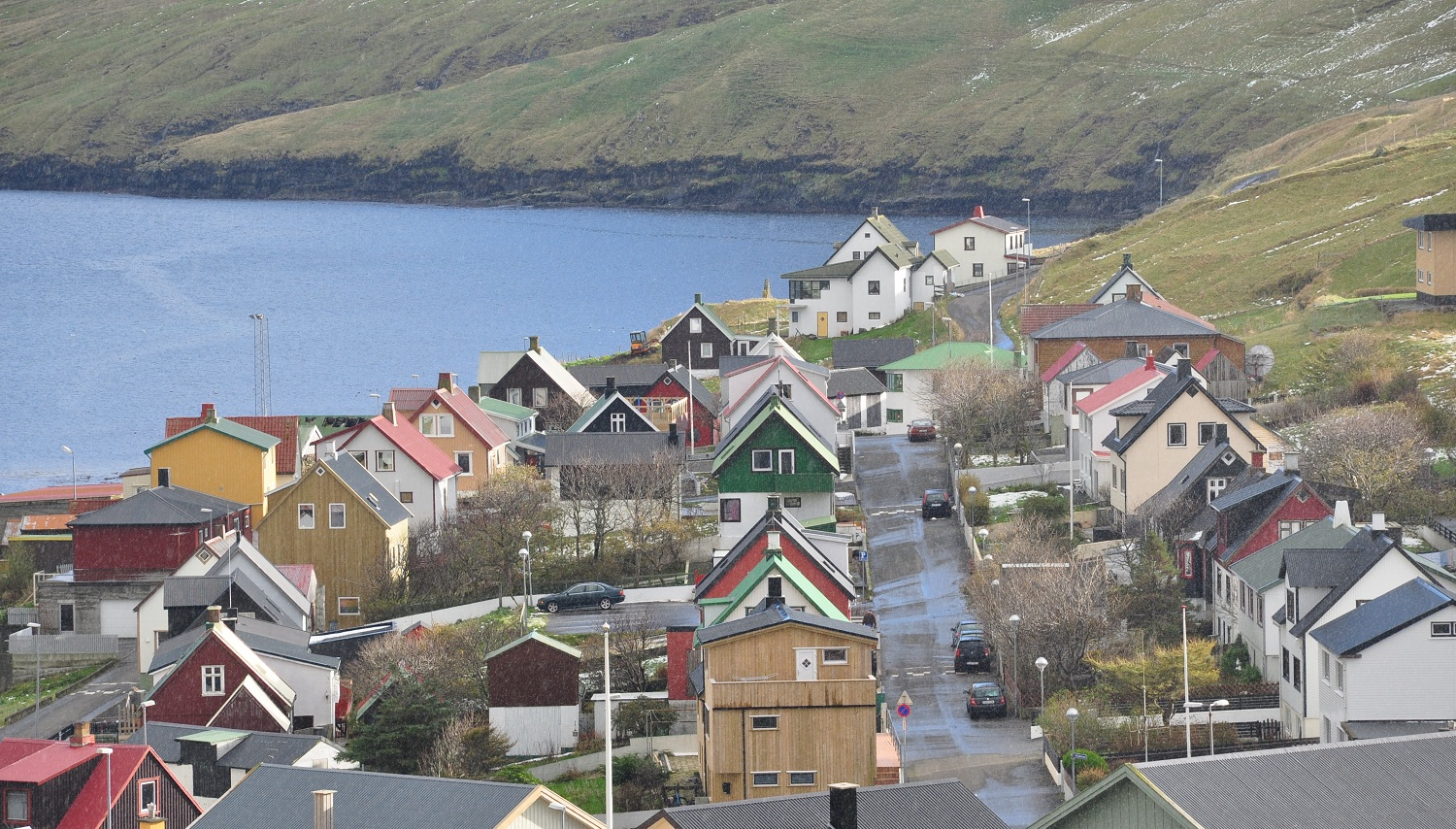
Straat in Syðrugøta